# Dragonworld (Film)
Dragonworld ist eine 1994 als Märchenfilm veröffentlichte Direct-to-Video-Produktion unter der Regie von Ted Nicolaou. Er wurde auch mit dem Untertitel Der letzte Drache gezeigt.

## Handlung
Nachdem der fünfjährige Johnny McGowan seine Eltern durch einen Verkehrsunfall verloren hat, soll er bei seinem Großvater in Schottland leben. Auf dem alten Schloss angekommen entdeckt er einen magischen Wunschbaum mit dessen Hilfe er sich einen Freund, den kleinen Drachen „Yowler“ zaubert. Gemeinsam wachsen sie nun auf und erleben so einige Abenteuer.
Fünfzehn Jahre später, der Großvater ist inzwischen gestorben, entdecken der Dokumentarfilmer Bob Armstrong, seine Tochter Beth und sein Pilot Brownie McGee Yowler, der zu einem stattlichen Drachen herangewachsen ist. Begierig nach Ruhm und Geld, überredet Armstrong Johnny, Yowler an den lokalen, korrupten Geschäftsmann Lester McIntyre zu „vermieten“. Johnny, der zum Teil durch die hohen Steuern, die er auf das Schloss zahlen muss, gezwungen ist Geld zu beschaffen, erlaubt Lester, Yowler zu sich zunehmen. Johnny tut dies aber auch wegen seines wachsenden Interesses an Beth.
Yowler ist darüber sehr unglücklich, denn er soll nun den Menschen in dem neuen Vergnügungspark „Dragonworld“ als Attraktion dienen. Doch er weiß sich zu wehren und beginnt unerwartet Feuer zu speien. Voller Panik fliehen die Besucher aus dem Vergnügungspark und das Sicherheitspersonal schießt auf den Drachen. Als klar wird, dass McIntyre Johnny getäuscht hat, um den Drachen auszubeuten, werden Johnny und seine neuen Freunde aktiv. Zunächst stellen sie McIntyre zur Rede, doch der Unternehmer ist nicht bereit den Drachen zurückzugeben. So schlägt Bob Armstrong McIntyre k.o. und fesselt ihn an seinen Stuhl. Nachdem auch das Sicherheitspersonal überlistet wird, kann Yowler aus dem Vergnügungspark befreit werden. McIntyre tobt vor Wut, als er den Drachen davonfliegen sieht, und versucht ihn mit Waffengewalt zurückzuholen. Zu seinem Schutz schickt Johnny den Drachen weg, der nun wieder in einer Nebelwolke verschwindet, aus der er vor fünfzehn Jahren aufgetaucht war.
Vergeblich versucht sich Johnny Yowler zurückzuwünschen. Immer wieder geht er an den Ort ihrer ersten Begegnung zurück und auch Beth, die bei Johnny geblieben ist, kann ihn nicht so recht trösten. Er muss erkennen, dass für ihn die Zeit der Märchen nun endgültig vorüber und er erwachsen geworden ist. Übers Jahr schenkt ihm Beth einen Sohn und diesem zeigt er nun den Familienbesitz, wie es einst sein Großvater tat. Unerwartet kehrt plötzlich Yowler zurück und nun ist das Glück für Johnny perfekt.

## Kritik
Das Lexikon des internationalen Films resümierte: „Der mit Witz und Charme erzählte Märchenfilm überzeugt mit seiner einfachen Fabel, die das Recht der Fantasie gegenüber dem Geschäftssinn verteidigt.“

## Fortsetzung
1999 entstand mit Dragonworld: The Legend Continues eine Fortsetzung, die ebenfalls von Ted Nicolaou inszeniert wurde.
(Die OFDb macht dabei verwirrende Angaben, dort wird ein Film Dragonworld – Shadow of the Knight von 1996, mit dem Originaltitel Shadow of the Knight, alternativ als Dragonworld II und ein Film Dragonworld – Der letzte Drache von 1999,  mit dem Originaltitel Dagonworld: The Legend Continues, alternativ als Dragonworld III angegeben. Laut IMDb ist allerdings Shadow of the Knight lediglich der US-amerikanische Videotitel von Dragonworld: The Legend Continues, demnach besteht die Filmreihe nicht aus drei, sondern nur aus zwei Teilen.)

## Auszeichnungen
Der Film wurde 1995 in zwei Kategorien bei den Young Artist Awards ausgezeichnet: Darsteller Courtland Mead erhielt einen Preis, zudem wurde der Film als Best Family Film Made for Video geehrt.